# Innere Oberfläche
Die innere Oberfläche von porösen oder körnigen Feststoffen ist eine dimensionsbehaftete Größe, die in verschiedenen naturwissenschaftlich-technischen Disziplinen Anwendung findet. Sie umfasst die Gesamtheit aller darin enthaltenen Oberflächen, also auch jene, die sich zwischen Körnern und innerhalb von Poren befinden. Die eigentliche Messgröße der inneren Oberfläche ist die spezifische Oberfläche.
Im Gegensatz hierzu handelt es sich bei der äußeren Oberfläche um die von außerhalb direkt ersichtliche Oberfläche, also jene, die man bei der Verpackung des Stoffsystems erhalten würde.

## Grundlagen
Alle porösen (schwamm- oder schaumartigen) Materialien wie auch Haufwerke (etwa Pulver und Schüttungen) sind von zahlreichen Hohlräumen durchzogen. Da alle chemischen Reaktionen wesentlich davon abhängen, wie groß deren Angriffsfläche im Vergleich zum Volumen ist, kommt der inneren Oberfläche eine große Bedeutung zu. So sind zum Beispiel feine Eisenspäne leicht entzündlich (pyrophor), während dies auf größere Eisenstücke nicht zutrifft. Auch die Verwitterungsstabilität eines Gesteins wird durch dessen Größe und die Anzahl von Rissen wesentlich mitbestimmt. Ähnliche Effekte gibt es auch bei zahlreichen rein physikalischen Phänomenen, etwa Kapillarwirkung und Feuchtespeicherung, Wärmedämmung, Lichtreflexion und anderem.
Technische Adsorbentien beispielsweise sind häufig hochporöse Feststoffe mit einer stark zerklüfteten inneren Oberfläche. Sie weisen innere Oberflächen auf, die mehr als tausend m² pro Gramm betragen können.

## Spezifische Oberfläche
Die spezifische Oberfläche {\displaystyle S} (von engl. surface) wird mit einer Oberflächenmessung bestimmt.

### Massenbezogen
Die massenbezogene spezifische Oberfläche
{\displaystyle S_{m}={\frac {A}{m}}}
gibt an, welche Oberfläche (in m²) ein Kilogramm eines Materials besitzt (Einheit {\displaystyle \mathrm {\frac {m^{2}}{kg}} }).

### Volumenbezogen
Die volumenbezogene spezifische Oberfläche
{\displaystyle S_{V}={\frac {A}{V}}}
gibt an, welche Oberfläche A (in m2) ein Kubikmeter eines Materials besitzt (Einheit {\displaystyle \mathrm {\frac {m^{2}}{m^{3}}} =\mathrm {\frac {1}{m}} }).
Die kleinste spezifische Oberfläche (bei gegebenen Volumen) weist die Kugel auf:
{\displaystyle S_{V_{K}}=6/d.}